# Gmina Niebylec
Die Gmina Niebylec ist eine Landgemeinde im Powiat Strzyżowski der Woiwodschaft Karpatenvorland in Polen. Ihr Sitz ist das gleichnamige Dorf mit etwa 600 Einwohnern.

## Gliederung
Zur Landgemeinde (gmina wiejska) Niebylec gehören folgende elf Dörfer mit einem Schulzenamt:
Baryczka
Blizianka
Gwoździanka
Gwoźnica Dolna
Gwoźnica Górna
Jawornik Niebylecki
Konieczkowa
Lutcza
Małówka
Niebylec
Połomia

## Homophobie
Der Ort ist eine der insgesamt fast 100 Gemeinden in ganz Polen, die sich 2019 symbolisch als „frei von LGBT-Ideologie“ erklärten.